# زوبرنیتسه
زوبرنیتسه (به چکی: Zubrnice) یک منطقهٔ مسکونی و موزه در جمهوری چک است که در Ústí nad Labem District واقع شده‌است. زوبرنیتسه ۶٫۷۴ کیلومتر مربع مساحت و ۲۳۵ نفر جمعیت دارد و ۲۹۰ متر بالاتر از سطح دریا واقع شده‌است.